# Suazi na Letnich Igrzyskach Olimpijskich 1984
Reprezentacja Suazi na Letnich Igrzyskach Olimpijskich 1984 liczyła ośmiu zawodników (wyłącznie mężczyzn). Suazi miało swoich przedstawicieli w 4 spośród 23 rozgrywanych dyscyplin. Zawodnicy z tego kraju nie zdobyli żadnego medalu. Chorążym reprezentacji Suazi był Lenford Dlamine. Najmłodszym reprezentantem Suazi na Letnich Igrzyskach Olimpijskich 1984 był 19-letni pływak Trevor Ncala, a najstarszym przedstawicielem tego kraju był lekkoatleta specjalizujący się w maratonie – 32-letni Sam Hlawe. Wszyscy zawodnicy reprezentowali swój kraj na igrzyskach po raz pierwszy.
Był to drugi start tej reprezentacji na igrzyskach olimpijskich. Najlepszym wynikiem, jaki osiągnęli reprezentanci Suazi na Letnich Igrzyskach Olimpijskich 1984, była 17. pozycja, jaką zajęła trójka bokserów: Leonard Makhanya, Jonathan Magagula oraz Bhutana Magwaza.

## Tło startu
Narodowy Komitet Olimpijski Suazi powstał w 1971 roku, a Międzynarodowy Komitet Olimpijski zatwierdził go rok później. Od tego czasu Komitet Olimpijski tegoż kraju zgłasza reprezentacje narodową do udziału w najważniejszych imprezach międzynarodowych, takich jak igrzyska afrykańskie czy igrzyska olimpijskie. Największymi sukcesami tej reprezentacji do czasu występu w Los Angeles były dwa brązowe medale igrzysk Wspólnoty Narodów, zdobyte przez olimpijczyków: maratończyka Richarda Mabuzę, startującego na igrzyskach olimpijskich w 1972 roku (medal zdobyty w 1974 roku), oraz medal startującego w Los Angeles boksera Leonarda Makhanyi (zdobyty podczas Igrzysk Wspólnoty Narodów 1982).
Suazi na letnich igrzyskach olimpijskich zadebiutowało w 1972 roku. Jej reprezentanci do czasu startu w igrzyskach w Los Angeles nie zdobyli żadnego medalu olimpijskiego.

## Statystyki według dyscyplin
| Lp.     | Sport                | Mężczyźni | Kobiety | Łącznie |
| ------- | -------------------- | --------- | ------- | ------- |
| 1.      | Boks                 | 3         | 0       | 3       |
| 2.      | Lekkoatletyka        | 3         | 0       | 3       |
| 3.      | Pływanie             | 1         | 0       | 1       |
| 4.      | Podnoszenie ciężarów | 1         | 0       | 1       |
| Łącznie | Łącznie              | 8         | 0       | 8       |

## Boks
Suazi w boksie reprezentowało trzech zawodników. Każdy z nich wystartował w jednej konkurencji. Dwóch zawodników stoczyło swe pojedynki 31 lipca, zaś jeden 2 sierpnia.
Jako pierwszy podczas igrzysk w Los Angeles wystartował Leonard Makhanya, który wziął udział w rywalizacji pięściarzy w wadze muszej. Eliminacje rozpoczęły się 31 lipca. W pierwszej rundzie trafił na Pata Clintona z Wielkiej Brytanii. Makhanya przegrał z Clintonem na punkty (0–5), i tym samym odpadł z rywalizacji o medale, zajmując 17. miejsce. W tej konkurencji najlepszy okazał się Steve McCrory ze Stanów Zjednoczonych.
Jako drugi podczas igrzysk wystartował Bhutana Magwaza, który wziął udział w rywalizacji pięściarzy w wadze lekkopółśredniej. Eliminacje rozpoczęły się 29 lipca, a Magwaza wystąpił 1 sierpnia. W pierwszej rundzie miał wolny los. W drugiej rundzie jego przeciwnikiem był Rushdy Armanios z Egiptu. Magwaza przegrał przez RSC w drugiej rundzie (w 39 sekundzie), i tym samym zakończył swój udział w igrzyskach, zajmując 17. miejsce. Najlepszym bokserem w wadze lekkopółśredniej został Jerry Page ze Stanów Zjednoczonych.
Jako trzeci podczas igrzysk w Los Angeles wystartował Jonathan Magagula, który wziął udział w rywalizacji pięściarzy w wadze piórkowej. Eliminacje rozpoczęły się 29 lipca. W pierwszej rundzie miał wolny los. W drugiej trafił na Kevina Taylora z Wielkiej Brytanii. Magagula przegrał z Taylorem na punkty (0–5) i tym samym odpadł z rywalizacji o medale, zajmując 17. miejsce. W tej konkurencji najlepszy był Meldrick Taylor ze Stanów Zjednoczonych.
Mężczyźni
| Zawodnik          | Konkurencja          | 1/32             | 1/16                | 1/8              | Ćwierćfinał      | Półfinał         | Finał            | Finał   |
| Zawodnik          | Konkurencja          | Przeciwnik Wynik | Przeciwnik Wynik    | Przeciwnik Wynik | Przeciwnik Wynik | Przeciwnik Wynik | Przeciwnik Wynik | Pozycja |
| ----------------- | -------------------- | ---------------- | ------------------- | ---------------- | ---------------- | ---------------- | ---------------- | ------- |
| Leonard Makhanya  | waga musza           | —                | Pat Clinton 0:5     | NQ               | NQ               | NQ               | NQ               | 17T     |
| Jonathan Magagula | waga piórkowa        | wolny los        | Kevin Taylor 0:5    | NQ               | NQ               | NQ               | NQ               | 17T     |
| Bhutana Magwaza   | waga lekkopółśrednia | wolny los        | Rushdy Armanios RSC | NQ               | NQ               | NQ               | NQ               | 17T     |

## Lekkoatletyka
Suazi w lekkoatletyce reprezentowało trzech zawodników (dwóch wystartowało w jednej konkurencji natomiast jeden wystąpił w dwóch konkurencjach).
Jako pierwszy podczas igrzysk w Los Angeles wystartował Clifford Mamba, który wziął udział w rywalizacji biegaczy na 100 i 200 metrów. Eliminacje biegu na 100 metrów rozpoczęły się 3 sierpnia. Mamba startował z pierwszego toru w piątym biegu eliminacyjnym. Z wynikiem 11,24 zajął ostatnie, 8. miejsce w swoim biegu eliminacyjnym, co w łącznej klasyfikacji dało mu 69. miejsce na 74 sklasyfikowanych zawodników (odpadł z rywalizacji o medale). Zwycięzcą tej konkurencji został Carl Lewis ze Stanów Zjednoczonych. Zaś eliminacje biegu na 200 metrów rozpoczęły się 6 sierpnia, gdzie Mamba startował z ósmego toru w trzecim biegu eliminacyjnym. Z wynikiem 22,76 zajął ostatnie, 8. miejsce w swoim biegu eliminacyjnym, co w łącznej klasyfikacji dało mu 65. miejsce na 70 zawodników. Podobnie jak na 100 metrów, zwycięzcą tej konkurencji został Carl Lewis.
Jako drugi wystartował Vusie Dlamini, który wziął udział w rywalizacji średniodystansowców w biegu na 800 metrów. Eliminacje tej konkurencji rozpoczęły się 3 sierpnia. Dlamini startował z ósmego toru w trzecim biegu eliminacyjnym. Zawodnik z Suazi został jednak zdyskwalifikowany, a tym samym odpadł z rywalizacji o medale. Zwycięzcą tej konkurencji został Joaquim Cruz z Brazylii.
Ostatnim reprezentantem Suazi w Los Angeles był maratończyk Sam Hlawe, który wziął udział w rywalizacji maratonu. W tej konkurencji rozegrano od razu finał. Z czasem 2:22:45 suazyjski maratończyk przybiegł na metę jako 45. zawodnik (na 78 sklasyfikowanych, 29 zawodników nie ukończyło maratonu). Zwycięzcą tej konkurencji został Carlos Lopes z Portugalii.
Mężczyźni
| Zawodnik       | Konkurencja        | Eliminacje | Eliminacje | Ćwierćfinał | Ćwierćfinał | Półfinał | Półfinał | Finał    | Finał   |
| Zawodnik       | Konkurencja        | Rezultat   | Miejsce    | Rezultat    | Miejsce     | Rezultat | Miejsce  | Rezultat | Miejsce |
| -------------- | ------------------ | ---------- | ---------- | ----------- | ----------- | -------- | -------- | -------- | ------- |
| Clifford Mamba | bieg na 100 metrów | 11,24      | 8.         | NQ          | NQ          | NQ       | NQ       | NQ       | 69.     |
| Clifford Mamba | bieg na 200 metrów | 22,76      | 8.         | NQ          | NQ          | NQ       | NQ       | NQ       | 65.     |
| Vusie Dlamini  | bieg na 800 metrów | DQ         | –          | NQ          | NQ          | NQ       | NQ       | NQ       | DQ      |
| Sam Hlawe      | bieg maratoński    | —          | —          | —           | —           | —        | —        | 2:22:45  | 45.     |

## Pływanie
Suazi w pływaniu reprezentował jeden zawodnik, który wystąpił w trzech konkurencjach. Był nim Trevor Ncala, który wystartował na 100 i 200 metrów stylem dowolnym oraz na 100 metrów stylem motylkowym.
Najpierw wystąpił na 200 metrów stylem dowolnym. Eliminacje tej konkurencji rozpoczęły się 29 lipca. Ncala startował w trzecim wyścigu eliminacyjnym. Z wynikiem 2:15,30 zajął ostatnie, 8. miejsce w swoim wyścigu eliminacyjnym i tym samym nie awansował do następnej fazy zawodów (w łącznej klasyfikacji zajął 53. miejsce na 56 sklasyfikowanych zawodników). Zwycięzcą tej konkurencji został Michael Groß z RFN.
Następną konkurencją, w której brał udział, był wyścig na 100 metrów stylem motylkowym. Eliminacje tej konkurencji rozpoczęły się 30 lipca. Ncala startował w ostatnim, siódmym wyścigu eliminacyjnym. Z wynikiem 1:06,94 zajął ostatnie, 8. miejsce w swoim wyścigu eliminacyjnym i tym samym nie awansował do następnej fazy zawodów (w łącznej klasyfikacji zajął 51. miejsce na 53 sklasyfikowanych zawodników). Ponownie zwycięzcą został Michael Groß.
Ostatnią konkurencją, w której brał udział, był wyścig na 100 metrów stylem dowolnym. Eliminacje tej konkurencji rozpoczęły się 31 lipca. Ncala startował w siódmym wyścigu eliminacyjnym. Z wynikiem 58,22 zajął ostatnie, 8. miejsce w swoim wyścigu eliminacyjnym i tym samym nie awansował do następnej fazy zawodów (w łącznej klasyfikacji zajął 62. miejsce na 68 sklasyfikowanych zawodników). Zwycięzcą tego wyścigu został Rowdy Gaines ze Stanów Zjednoczonych.
Mężczyźni
| Zawodnik     | Konkurencja             | Eliminacje | Eliminacje | Finał B | Finał B | Finał | Finał   |
| Zawodnik     | Konkurencja             | Czas       | Miejsce    | Czas    | Miejsce | Czas  | Miejsce |
| ------------ | ----------------------- | ---------- | ---------- | ------- | ------- | ----- | ------- |
| Trevor Ncala | 100 m stylem dowolnym   | 58,22      | 8.         | NQ      | NQ      | NQ    | 62.     |
| Trevor Ncala | 200 m stylem dowolnym   | 2:15,30    | 8.         | NQ      | NQ      | NQ    | 53.     |
| Trevor Ncala | 100 m stylem motylkowym | 1:06,94    | 8.         | NQ      | NQ      | NQ    | 51.     |

## Podnoszenie ciężarów
Suazi w podnoszeniu ciężarów reprezentował jeden zawodnik, który wystartował w jednej kategorii.
Jedynym sztangistą reprezentującym Suazi był Paul Hoffman. Startował w kategorii do 75 kilogramów. Zawody w tej kategorii odbyły się 2 sierpnia. W rwaniu dwie próby na 67,5 i 72,5 kilogramów miał udane, natomiast próbę na 77,5 kilogramów spalił. Rwanie zakończył na ostatnim, 21. miejscu. W podrzucie dwie próby na 97,5 i 102,5 kilogramów miał udane, natomiast próbę na 105 kilogramów spalił. Podrzut zakończył na ostatnim, 19. miejscu wśród zawodników sklasyfikowanych (dwóch zawodników nie zaliczyło podrzutu), i z wynikiem 175 kilogramów w dwuboju zajął 19. miejsce wyprzedzając dwóch niesklasyfikowanych zawodników. Zwycięzcą tej konkurencji został Karl-Heinz Radschinsky z RFN.
Mężczyźni
| Zawodnik     | Konkurencja | Rwanie  | Rwanie  | Podrzut  | Podrzut | Razem  | Pozycja |
| Zawodnik     | Konkurencja | Wynik   | Pozycja | Wynik    | Pozycja | Razem  | Pozycja |
| ------------ | ----------- | ------- | ------- | -------- | ------- | ------ | ------- |
| Paul Hoffman | - 75 kg     | 72,5 kg | 21.     | 102,5 kg | 19.     | 175 kg | 19.     |